# William Gradit
William Gradit (Strasburgo, 29 maggio 1982) è un ex cestista francese.

## Palmarès
- Pro B: 1

Vichy-Clermont: 2006-07